# STS-71

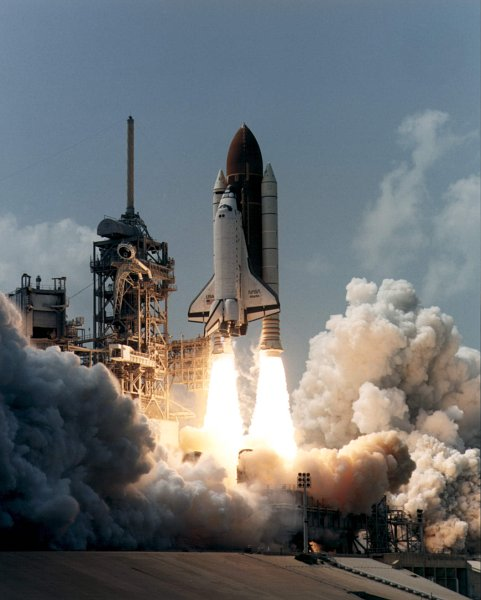
Start wahadłowca Atlantis

STS-71 (ang. Space Transportation System) – trzecia misja amerykańsko-rosyjskiego programu Shuttle-Mir, podczas której nastąpiło pierwsze dokowanie wahadłowca Atlantis do stacji kosmicznej Mir. Był to czternasty lot promu Atlantis oraz sześćdziesiąty dziewiąty lot programu lotów wahadłowców. Był to także setny amerykański załogowy lot kosmiczny.

## Załoga
źródło
- Robert "Hoot" Gibson (5)*, dowódca (CDR)
- Charles Precourt (2), pilot (PLT)
- Ellen Baker (3), specjalista misji (MS1)
- Bonnie Dunbar (4), specjalista misji (MS3)
- Gregory Harbaugh (3), specjalista misji (MS2)

## Przywieziona na stację załoga Mir-19
źródło
- Anatolij Sołowjow (4), specjalista misji (MS4) (Rosja)
- Nikołaj Budarin (1), specjalista misji (MS5) (Rosja)

## Odwieziona na Ziemię załoga Mir-18
- Norman Thagard (5)
- Władimir Dieżurow (2)
- Giennadij Striekałow (6)

*(liczba w nawiasie oznacza liczbę lotów odbytych przez każdego z astronautów)

## Parametry misji
- Masa:
  - startowa orbitera: - kg ?
  - lądującego orbitera: 114 185 kg
  - ładunku: 12 191 kg[3]
- Perygeum: 342 km[3]
- Apogeum: 342 km[3]
- Inklinacja: 51,6°[3]
- Okres orbitalny: 88,9 min[3]

## Cel misji
Pierwsze połączenie amerykańskiego wahadłowca z rosyjską stacją Mir. Na pokładzie promu Atlantis wróciła na Ziemię poprzednia załoga stacji, którą zastąpiła nowa.

## Pierwsze dokowanie do Mira
- Połączenie z Mirem: 29 czerwca 1995, 13:00:16 UTC[2]
- Odłączenie od Mira: 4 lipca 1995, 11:09:42 UTC[2]
- Łączny czas dokowania: 4 dni, 22 godz., 9 min, 26 s